# カスピ海

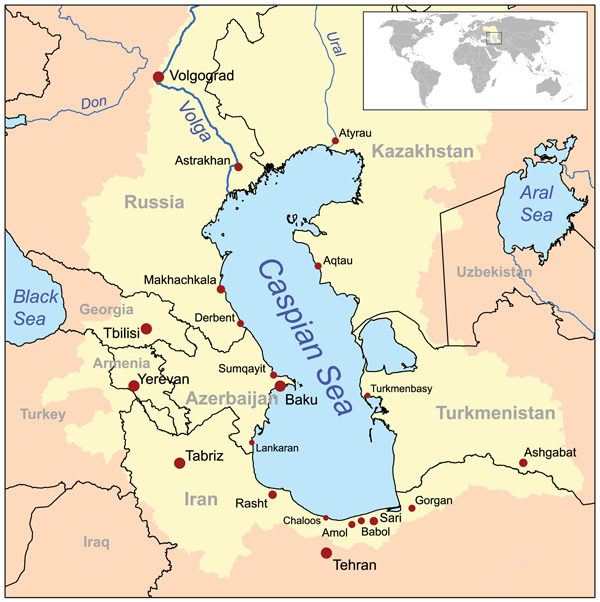
カスピ海周辺の地図。黄色の部分が集水域である

カスピ海（カスピかい、ロシア語: Каспийское море、アゼルバイジャン語: Xəzər dənizi、ペルシア語: دریای خزر、トルクメン語: Hazar deňzi、カザフ語: Каспий теңізі、英語: Caspian Sea）は、ユーラシア大陸の中央アジアと東ヨーロッパの境界にある塩湖である。沿岸国の領海問題が複雑に絡みあうため（本項「国際紛争」の節参照）、海とされることも湖とされることもある。湖としては、世界最大の湖である。

## 呼称
「カスピ」の名は古代に南西岸にいたカス族あるいはカスピ族に由来する。カスピ海に近い現在のイラン・ガズヴィーン州都ガズヴィーンは同じ語源であると言われる。
現代のペルシア語では一般に「ハザール海（دریای خزر）」と呼ばれるが、これは7世紀から10世紀にカスピ海からコーカサスや黒海にかけて栄えたハザール王国に由来する。
現代ペルシア語では、カスピ海南岸のイランの地名から「マーザンダラーン海」دریای مازندرانとも呼ばれる。また、トルコ語でも同様の名で「Hazar Denizi」と呼ばれる。
中国語では、現在に至るまで「裏海」（りかい）と呼ばれる。

## 概要
この湖に面している国は5カ国、ロシア連邦（ダゲスタン共和国、カルムィク共和国、アストラハン州）、アゼルバイジャン共和国、イラン（マーザンダラーン州など）、トルクメニスタン、カザフスタンである。国際法的な湖の境界については、5カ国が2018年8月12日に署名した協定で、完全に確定した。
主な流入河川にはロシア平原を縦断し北西岸から流れ込むヴォルガ川、その名の通りウラル山脈に端を発し北岸へと流れ込むウラル川、西岸のアゼルバイジャンより流れ込むクラ川、西岸のダゲスタン共和国から流れ込むテレク川などがある。流入河川は総計130本にも上るが、流れ出す河川は存在しない。これらの流入河川から流れ込む水量は年間300km3に及び、そのうち240km3はヴォルガ川から流入する水である。この流入分のほとんどはカスピ海上での大気中への蒸発によって失われる。カスピ海への降雨の5倍の水量が、蒸発によって空気中へと放出される。しかし、流出河川が存在しないこともあって、流入河川水域の降雨量の変動や集水域における灌漑面積の増大などによる流入水量の変動によって湖面は上下しやすく、過去何度も水面は上下を繰り返している（後述）。
アゾフ海とはヴォルガ川を介し、クマ＝マヌィチ運河やヴォルガ・ドン運河によってつながっている。また、ヴォルガ川と流域の運河群によって、白海やバルト海とも水運はつながっている。
面積は日本の国土面積（377,835km2）よりわずかに狭い374,000 km2ある。水の量は78,200km3に上り、世界の全ての湖水の40%から44%を占める。湖全体の平均塩分濃度は1.2%と海水のほぼ1/3である。
カスピ海は北部、中部、南部に分かれ、性質が大きく異なる。北カスピ海は北西部に位置するヴォルガ川から流れ込む膨大な土砂により、広大な湿地帯であるヴォルガ川三角州（デルタ）や大陸棚が発達しており、非常に浅い。平均水深は5mから6mであり、最深部ですら10mは超えない。水量はカスピ海全体の水量の1%にしかならない。浅い上にヴォルガ川などの多くの河川の流入によって塩分濃度が低く、さらに気候も最も寒いため、北カスピ海は冬季には70cmほどの厚さまで結氷する。中カスピ海に入ると水深は急速に深くなり、平均水深は190m、最深部は790mとなる。中カスピ海は全水量のうち33%を占める。南カスピ海は最も深く、−980mに達する地点もある。南カスピ海の水量は、全水量の66%を占める。
ヴォルガ川三角州（デルタ）には無数の支流が流れており、人の手が入りづらく、この地域は1919年にアストラハン自然保護区域に指定され、野鳥の楽園となっている。湖の北から東にかけては中央アジアの大草原（ステップ）が広がる。特に北部には、海面下に位置する広大なカスピ海沿岸低地が広がっている。カスピ海沿岸低地は乾燥が激しく、特に北部のヴォルガ川とウラル川に挟まれた地域は、かなりの部分がルィン砂漠となっている。一方、西部にはコーカサス山脈が延び、南岸にはアルボルズ山脈が走る。東岸ではマンギスタウ半島が大きくカスピ海に張り出しており、その南には非常に細い海峡でカスピ海と繋がれたカスピ最大の湾、カラ・ボガス・ゴル湾がある。この湾は平均水深10mと非常に浅く、また乾燥地域にあるために蒸発が激しく、カスピ海の水位を押し下げる役目を果たしてきた。1980年にカスピ海の水位低下を防ぐために海峡にダムが建設された（後述）際は湾は干上がり、周辺に塩害をまき散らした。また東岸はほぼ全域が乾燥地帯であり、カラクム砂漠などの砂漠が広がる。北東岸は冷たい大陸性の気候である一方、南岸や南西岸は山地の影響を受けるものの基本的に暖かな気候である。特にイラン領である南岸は、アルボルズ山脈でカスピ海からの風が降雨をもたらすため、年間平均降水量が1000mmを越える湿潤な気候であり、「緑のリボンの谷」とも呼ばれる。この地域では、小麦や羊を中心とするイランの他の地域とはちがって、米と牛、それに茶を中心とする農業が盛んに行われている。西岸にはアブシェロン半島が張り出しており、その南にはクラ川の流れるムガン低地（南カスピ低地）がある。
カスピ海には多くの島々がある。島はどれも沿岸近くに位置し、湖の中心部近くには全く存在しない。最も大きな島はオグルジャリ・アダシ島（トルクメン語: Ogurjaly adasy）で、他にホラズム・シャー朝の第7代スルタンアラーウッディーン・ムハンマドがモンゴル帝国の侵攻から落ち延び、死亡した場所で知られるアバスクン島（ペルシア語: آبسکون）などがある。
カスピ海湖上には多種多様な湖風が吹くが、中でも南風であるマリャーナは北部カスピ海に強く吹き、カスピ海沿岸低地に洪水を引き起こす。

## 沿岸都市

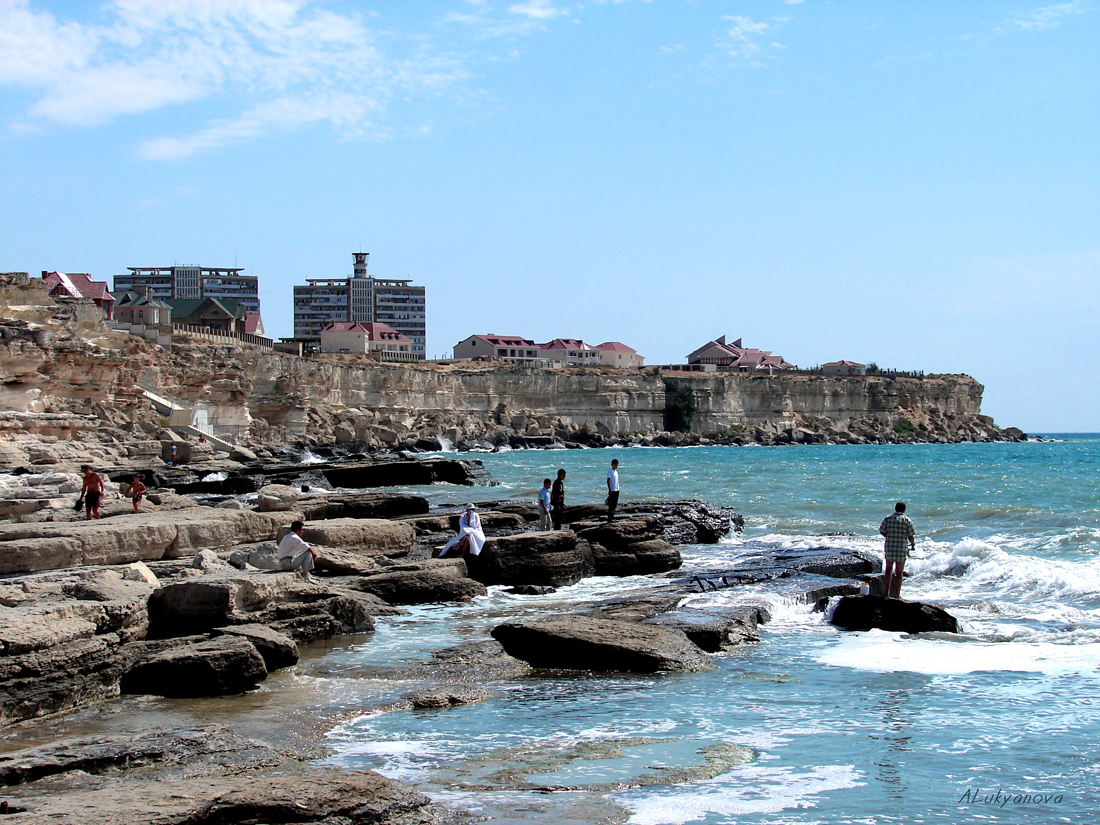
アクタウ（カザフスタン）

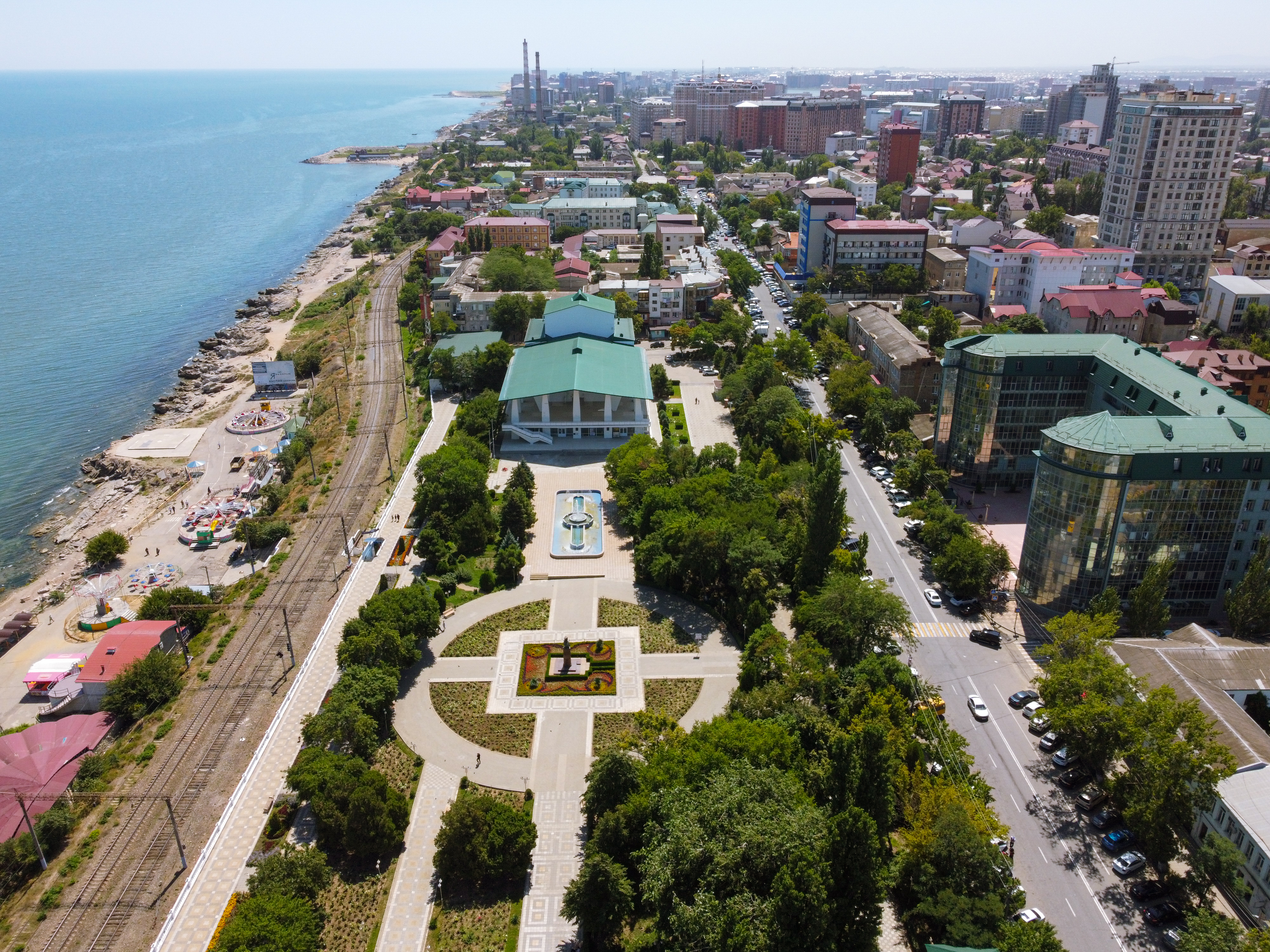
マハチカラ（ダゲスタン共和国・ロシア連邦）

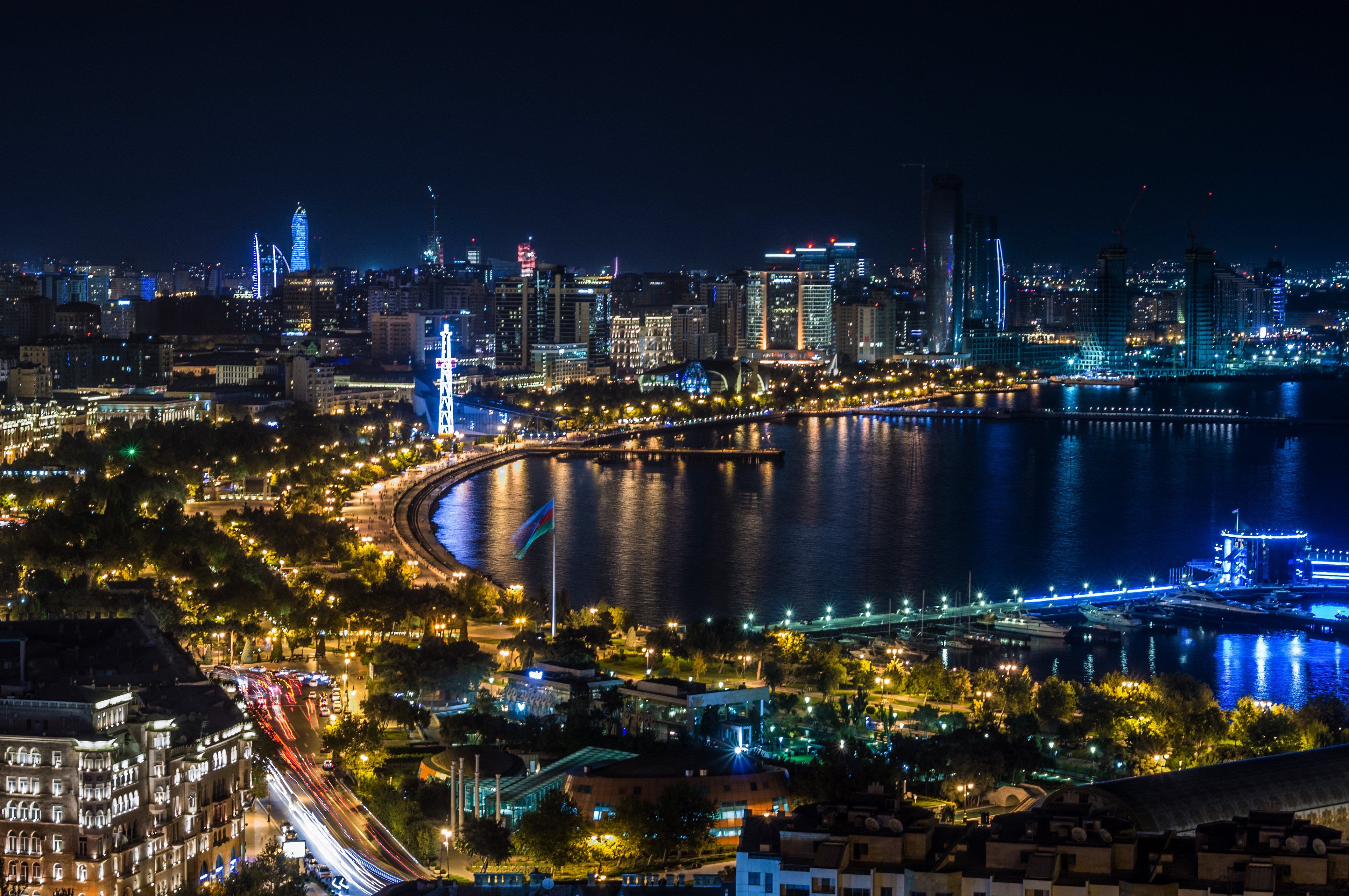
バクー（アゼルバイジャン）

カスピ海沿岸で最も大きな都市は、アゼルバイジャンの首都バクーである。バクーはアブシェロン半島の南岸にある港湾都市で、12世紀から都市として栄え、18世紀にはイランとロシアの争奪が繰り返された。現在でも港湾都市かつ交通の要衝であるが、バクー最大の産業は石油産業である。バクー周辺にはバクー油田が広がっており、19世紀には世界の石油産業の中心として栄え、中東地域などの油田開発によってシェアの下落した現在でも、石油はバクー経済に重要な地位を占めている。バクーはカスピ海沿岸唯一の首都、ならびに唯一の100万都市である。バクーの北西30kmには、金属工業や化学工業の工場を持つスムガイトがある。また、アブシェロン半島の先端から55km沖合には、海上に建てられた杭によって支えられた人工島の上に、ニェフト・ダシュラル（ロシア名：ネフタニエ・カムニ）の街がある。バクー海上油田開発の拠点として1949年に建設されたこの町は、橋によって本土と結ばれ、人工基盤の上に建てられたビル群の中に2000人の住民が居住している。北西岸を占めるロシア領には、ダゲスタン共和国の首都であるマハチカラが大きい。また、マハチカラとアゼルバイジャンを結ぶメインルート上にあるデルベントは、ダゲスタン第2の都市でもある。北西端に近い所にあるアストラハンは、カスピ海からは90kmほど離れたヴォルガ川のデルタにあるが、カスピ海沿岸地域とは密接な繋がりがある。
北東部のカザフスタン領では、北端に近いアティラウと、東岸ほぼ中央のアクタウが大きな都市である。アティラウ（旧名グリエフ）はウラル川がカスピ海に注ぎ込む地点に位置し、1645年に砦が築かれて以降アストラハンと共にロシアのこの地方における拠点となっていた都市である。現在では、周辺の油田開発の拠点となっており、大きな製油所もある。アクタウ（旧名シェフチェンコ）は周辺の原油の積出港となっている。東岸のトルクメニスタン領では、トルクメンバシが最も大きな都市である。トルクメンバシは旧名クラスノヴォーツクと呼ばれ、カスピ海横断鉄道の起点として交通の要衝となっている。トルクメニスタン随一の港であり、石油の積出港であり、また製油所や化学工場も存在する。南岸のイラン領では、ラムサール条約の締結地であるラームサルや、ラシュトの外港であるバンダレ・アンザリー、マーザンダラーン州の州都であるサーリーなどの都市がある。
カスピ海は国際水域であり、湖上交通や交易も盛んに行われている。トルクメンバシ港からは、ロシアのアストラハンやアゼルバイジャンのバクーへのフェリー便も就航している。また、黒海からドン川、ヴォルガ・ドン運河、ヴォルガ川を通って外洋との交易も可能であるため、特にカスピ海以外に外洋と接していないカザフスタン、トルクメニスタン、アゼルバイジャンの3カ国にとってカスピ海の水運は重要であり、カスピ海の奥に位置するカザフスタン、トルクメニスタン両国にとっては輸出入においても重要な地位を占める。

## 石油開発

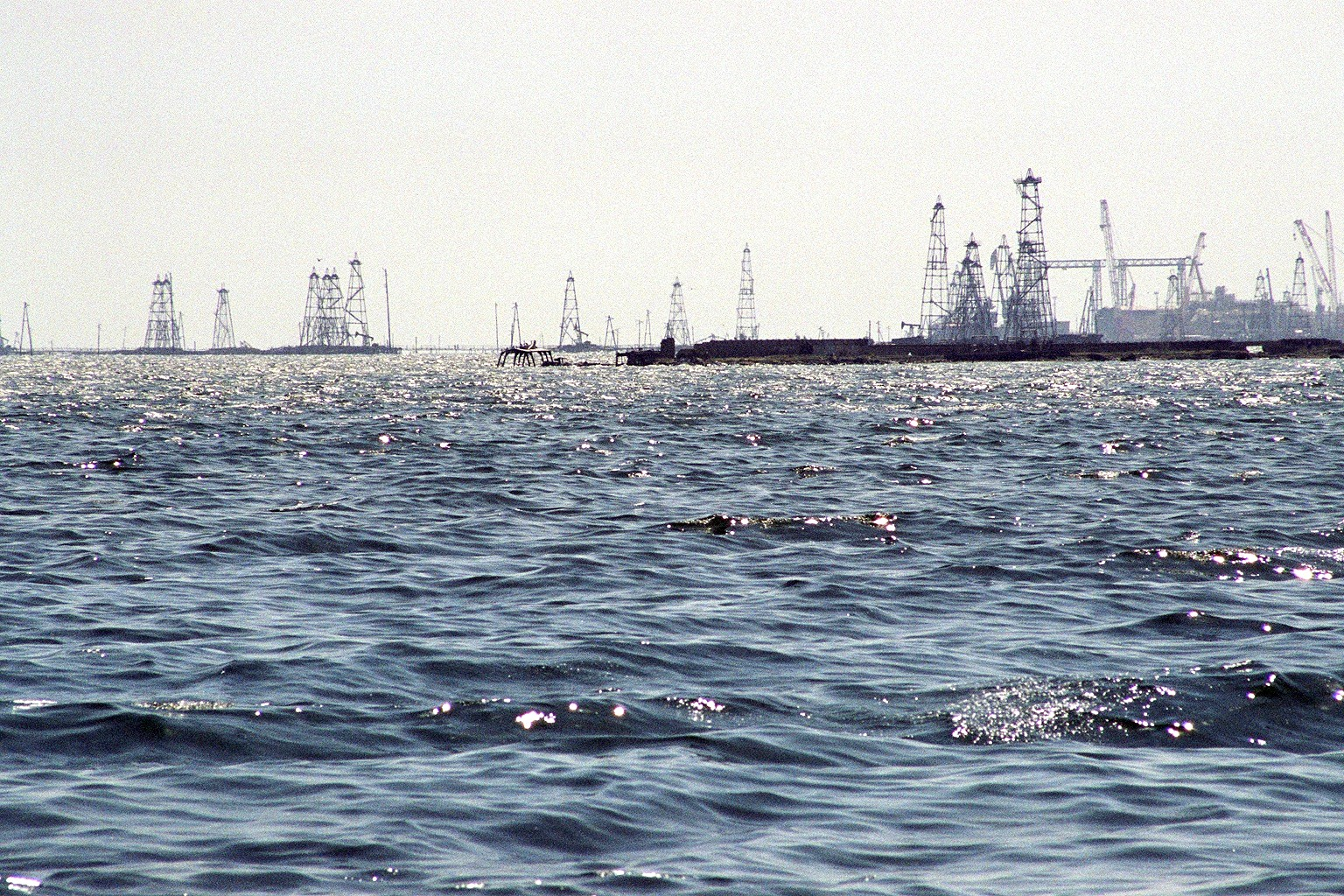
アゼルバイジャンの海底油田

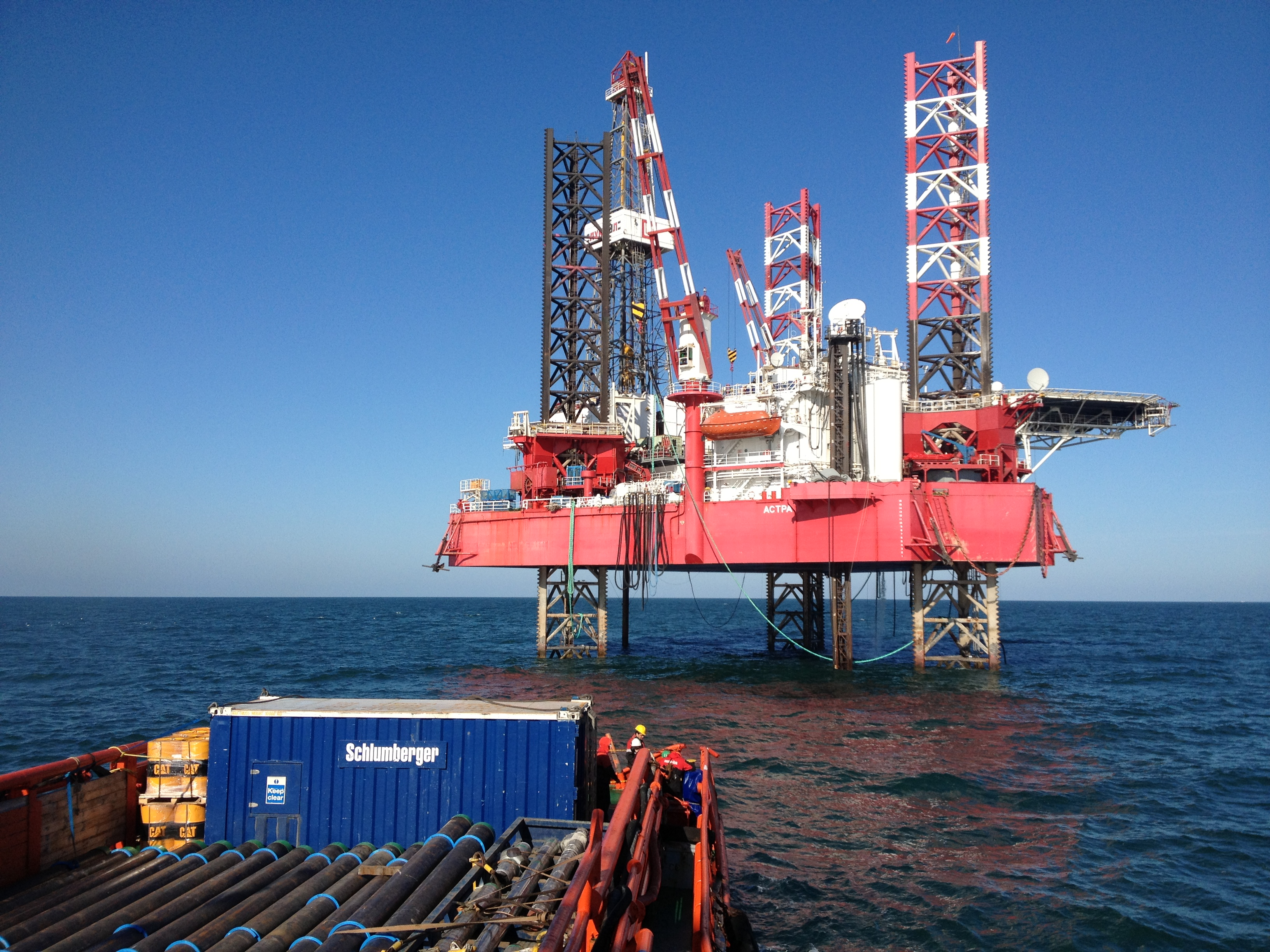
ロシアの海底油田

カスピ海周辺には大量の石油が埋蔵されている。開発も古くから行われ、早くも10世紀には油井が掘られていた。世界初の海上油井ならびに機械掘削の油井は、バクー近郊のBibi-Heybat Bayで建設された。1873年に、当時知られていた中では世界最大の油脈であるこの地方での近代的な油田の開発が始まり、1878年にはアルフレッド・ノーベルが二人の兄と共にノーベル兄弟石油会社を設立した。ノーベルのほか、後にカルースト・グルベンキアンを生むグルベンキアン家もバクー石油の有力な企業家だった。1900年にはバクーには油井が3000本掘られ、そのうち2000本が産業レベルで石油を生産していた。バクーは黒い金の首都と呼ばれ、多くの熟練労働者や技術者を引き寄せた。20世紀の幕が開けるころには、バクーは世界の石油産業の中心地となっていた。1920年にはボリシェビキがバクーを制圧し、すべての私有の油井は国有化された。1941年にはバクーを中心とするアゼルバイジャンの石油生産量は2350万トンとなり、ソビエト連邦の全石油生産の72%にも上った。
しかしその後、中東やベネズエラなど世界各地で油田開発が進み、バクー油田の世界シェアは急落した。世界シェアのみならず、ソ連内においても西シベリアなど領内各地で油田開発を進められており、チュメニ油田などの開発によってカスピ海沿岸地域の石油生産への比率は低下した。1990年には、カスピ海沿岸地域の石油生産はカザフスタンが全ソ連原油生産の4.5%、アゼルバイジャンが同2.2%、併せて6.7%を占めるに過ぎなかった。一方、天然ガスはトルクメニスタンが全ソ連天然ガス生産の10.8%、ウズベキスタンが同5.0%を占めていた。
ソヴィエト連邦崩壊後、再びこの地域の石油・天然ガス資源が脚光を浴びつつある。カスピ海で最も早く油田生産が始まったアゼルバイジャンがバクーを中心として一大石油生産地となっており、ロシア、カザフスタン、トルクメニスタン、イランでも探鉱が進められている。バクー沖のアゼリ、チラグ、グナシリの3油田（総称してACG鉱区という）には国際石油開発帝石や伊藤忠商事が資本参加し、開発が進められている。2002年にはカスピ海北東部、カザフスタン領海内でカシャガン油田が発見され、日本を含め大手石油企業が参加して大規模な開発が進められた。
カスピ海からの石油パイプラインは従来すべて北のロシア方面へと走っていたものの、カスピ海の石油産出が増加するにつれ黒海沿岸へのパイプライン建設の必要性が叫ばれるようになり、まず1997年、それまで「ノヴォロシースクからバクーへと」走っていたパイプラインを改修し、「バクーからノヴォロシースクへ」走るパイプラインが建設された。ついで1999年、バクーから黒海沿岸のグルジア・スプサ港へのパイプラインが建設された。このルートは陸上距離が短く、建設・輸送コストが抑えられるうえロシアを経由しないため利用価値は高かったが、パイプラインとしては小規模なものだった。ついで、2001年にはカザフスタンのテンギス油田からのCPCパイプラインがノヴォロシースクまで建設され、黒海は重要な石油輸出ルートとなった。
しかし、黒海と地中海を結ぶボスポラス海峡とダーダネルス海峡は非常に幅が狭く、石油輸出船の急増により船舶通航量は限界に達しつつあった。2004年にはトルコが両海峡のタンカー通行規制を強化し、その結果タンカーが黒海にて滞留する事態となった。このため、黒海を通らない石油ルートがふたたび模索され、2006年にはバクーからグルジア内陸部・トルコ東部を通り、トルコ領南東部にあって地中海に面するジェイハン港へと直接抜けるバクー・トビリシ・ジェイハンパイプライン（BTCパイプライン）が開通した。
2011年9月には、アゼルバイジャンの沖合のカスピ海上にて、フランスのトタルなどによって大規模なガス田が発見されたと報道された。

## 漁業

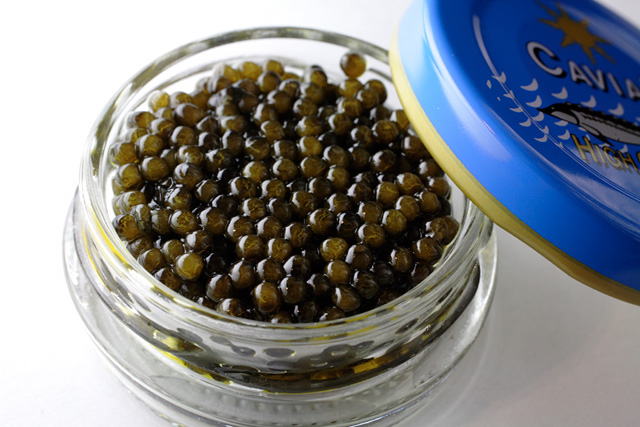
キャビア（ロシア産ベルーガ）

カスピ海では漁業も盛んであり、ロシアの内水面漁業の漁獲高の4分の1を占める。イワシ類や、ニシンの近縁種であるアロサなどの漁獲が多いが、カスピ海で最も経済的価値の高い魚はチョウザメ類である。カスピ海には多くのチョウザメ類が生息するが、なかでもベルーガ（オオチョウザメ）、チョウザメ、セブルーガ（Starry sturgeon）の3種のチョウザメが経済的価値が高く、3種ともその卵はキャビアとして加工されている。カスピ海はキャビアの本場であり、ロシア・イラン共に名物として名高く、両国の重要な輸出品となっている。20世紀中盤頃にはカスピ海におけるチョウザメの漁獲量は全世界の80%を占めていたが、乱獲によりその個体数は減っており、専門家は数が回復するまで捕獲を完全に禁止することを提唱している。これを受け、2008年にロシアがカスピ海におけるチョウザメの5年間禁漁を提案し、2010年11月18日に5年間の禁漁でカスピ沿岸のロシア、アゼルバイジャン、イラン、トルクメニスタン、カザフスタンの5か国が合意した。

## 環境

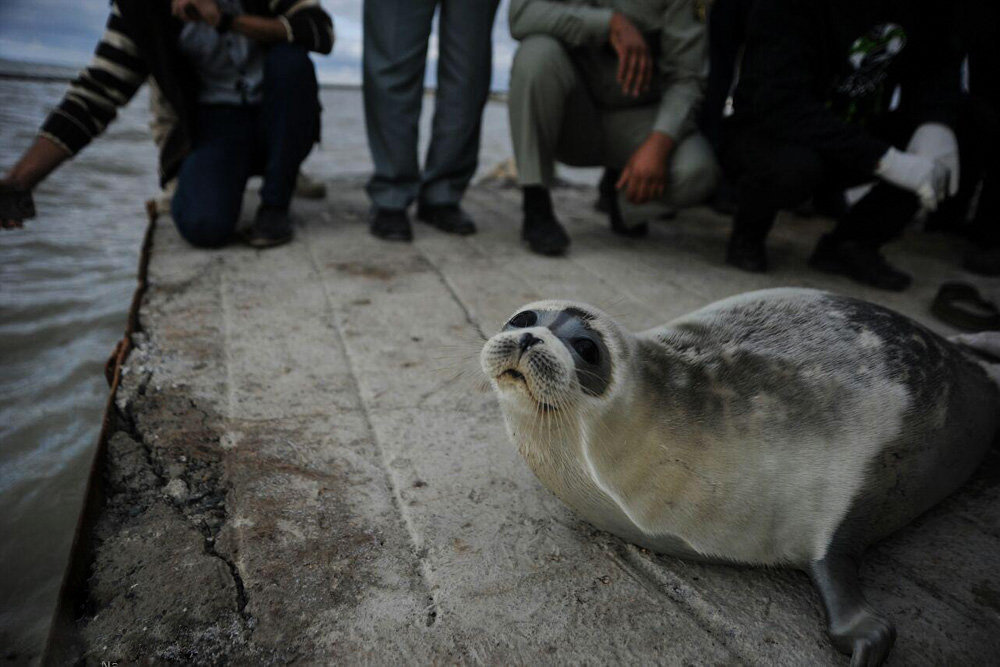
固有種のカスピカイアザラシ。

カスピ海には世界最大の淡水魚の一種であるオオチョウザメ、ロシアチョウザメ、カスピカイアザラシ、ローチのカスピ海亜種などの固有種が生息している。また、かつて広大な地域に生息していたサイガもヨーロッパで残るのはクルムイク周辺のみであるが、灌漑などで地域の開発が進んだ結果、多数の生物種が絶滅危機に陥っている。かつてはカスピ海を中心として周辺にカスピトラが生息していたが、1974年に絶滅した。海棲生物・水棲生物も豊富で、中でもチョウザメ類も最盛期は全世界の漁獲の80％を占めるほど多数が生息していたが、環境汚染と乱獲によって激減しており、資源回復の取り組みが続いている。汚染の主因はカスピ海への流入河川量の8割を占めるヴォルガ川にあるとされる。ヴォルガ流域にはロシアの人口の4割が居住し、その活動の影響は大きい。また、カスピ海の水位上昇によって、既に操業を終えた油田跡が水没して残油が流出する事態も起きている。
カスピ海の北岸はニシハイイロペリカン、アオサギ、ダイサギおよびコブハクチョウ、マガモ、シマアジなどの鳥類の越冬地または中継地となっており、ジャングルキャット、ユーラシアカワウソ、ヨーロッパミンク、マダライタチなどの哺乳類も生息している。南部にはマミジロゲリ、カオジロオタテガモ、カリガネ、ニシハイイロペリカン、コガモ、ヒドリガモ、オカヨシガモ、メジロガモおよびウ科、フラミンゴなどの水鳥が繁殖または越冬のために多く渡来する。北岸のロシアのヴォルガ川デルタ一帯は1976年にラムサール条約登録地となり、1984年にユネスコの生物圏保護区に指定され、ダゲスタン共和国北部のチュレニー島およびキズリャル湾一帯も2017年にユネスコの生物圏保護区に指定された。カザフスタンのウラル川デルタと周辺のカスピ海岸は2009年にラムサール条約登録地となった。一方、南部にラムサール条約登録地が多く、トルクメニスタンのトルクメンバシ湾、アゼルバイジャンのギジル・アガジュ保護区、イランのアンザリ・ラグーン、ブジャグ国立公園、ゴミシャン・ラグーン、ミアンカレ半島・ゴルガン湾などが挙げられる。

## 地史

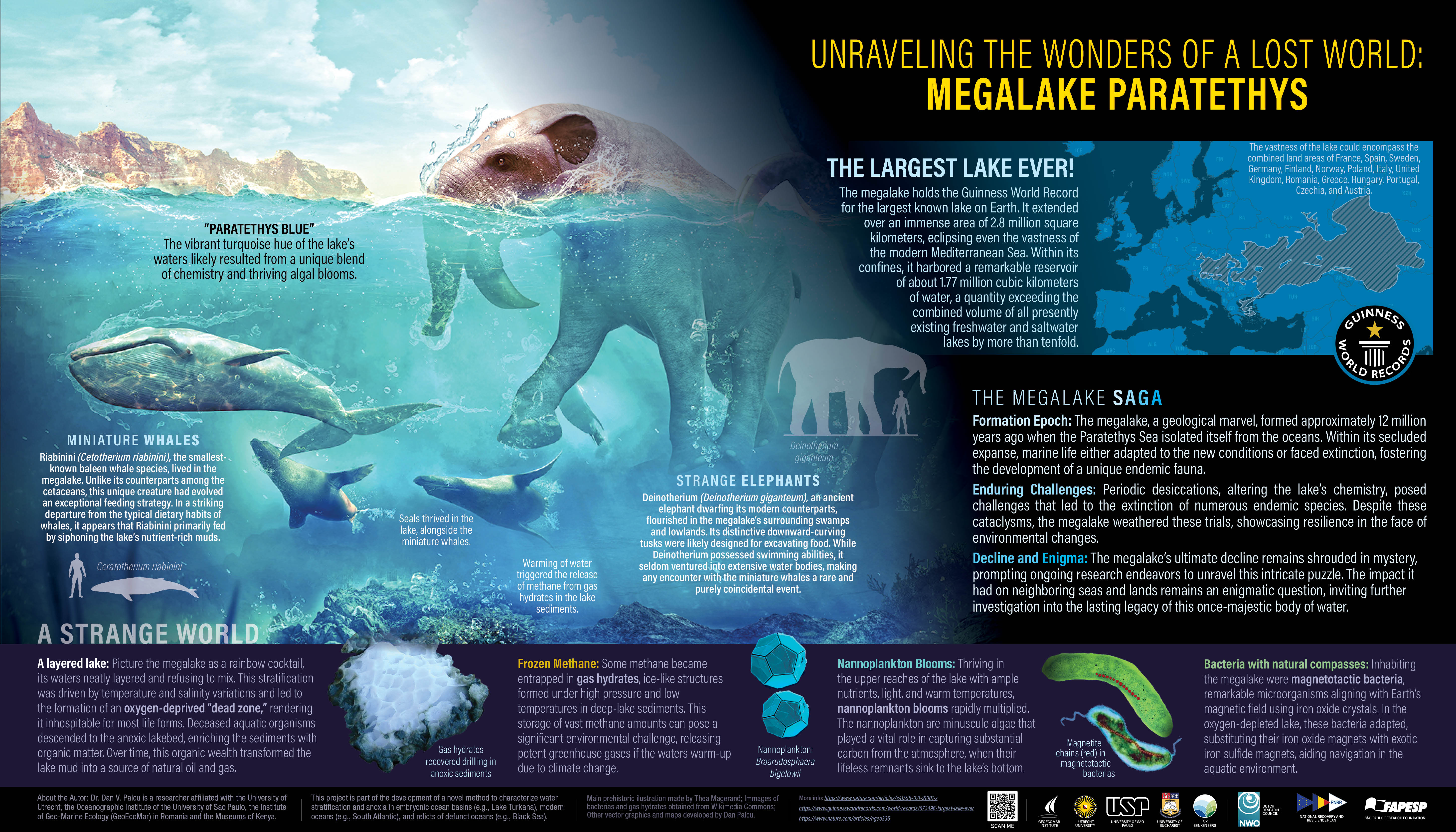
カスピ海やアラル海や黒海等の前身であるパラテチス海（英語版）にはケトテリウム科のヒゲクジラ類やおそらくカスピカイアザラシの先祖になった鰭脚類など、外洋から取り残された海洋生物の子孫も適応・生息していた。

カスピ海は黒海や地中海やアラル海やオルーミーイェ湖やナマック湖（英語版）等と同様にテチス海およびパラテチス海（英語版）の名残である。大陸移動により550万年前に陸地に閉じ込められた。海水の塩分濃度が世界の海の1/3になったのは一度干上がり、塩分が岩塩として沈殿したためと考えられる。
カスピ海は第四紀更新世以前は黒海および北海と連結していたが、最終氷期が終わって完新世になってから水位が下がって黒海や北海と分離し、現在の姿となった。一方で、世界文化遺産のゴブスタン国立保護区には大型のヒゲクジラ類（捕鯨の場面）、イルカまたはアカボウクジラ科、ウミスズメ科などの海洋生物を描いた岩絵も存在しており、その他のいくつかの地質学的な判断材料からも、古代にもカスピ海が北海または黒海と繋がっていて、カスピカイアザラシの事例からも、これらの海洋生物が古代のカスピ海に到達していた可能性を提唱する人々もいる。
かつては、現在干上がった河床を通って、アムダリア川が東からカスピ海に注ぎ込んでいた。アムダリア川からカスピ海に注ぎ込むルートは2つあり、一つはアムダリア川下流のホラズム地方から西進し、サリカミシュ湖へと流れ込み、そこからウズボイと呼ばれる涸れ谷を通ってカスピ海中部、現在のトルクメンバシュ市南方でカスピ海へと注ぎ込むルート。もう一つはアムダリア中流域のケリフから真っ直ぐ西進し、メルヴ市の北方を通り、トルクメニスタンの西部でウズボイと合流するケリフ・ウズボイである。
ケリフ・ウズボイは遥か古代にカスピ海へと流入しなくなったが、ウズボイは歴史時代に入ってもカスピ海への流入を続けた。水深や川幅から見て、アムダリア川の水量の75%がアラル海方面に、25%がカスピ海方面に流れたと考えられている。しかしやがて、気候の乾燥化やホラズム地方の農業の活性化により、ウズボイの流量は減少し、やがてカスピ海に流入しなくなった。ウズボイがカスピ海に流入しなくなったのは、1470年から1575年の間であると推定されている。

## カスピ海の湖面変動
カスピ海の水位変動の研究は大きな論点の一つである。長期的には地質学的変動（海の面積と深度を変える地殻変動）と気候的変動（供給される水の量と蒸発する水の量）に影響される。カスピ盆地の形成の初期には地殻変動が決定的な役割を果たしたが、少なくとも完新世が始まってから（およそ1万年前）、気候変動が湖面変動の主因となっている。
カスピ海の水位は何世紀にもわたり上下の変動を繰り返してきた。ロシアの歴史家たちは中世における水位の上昇がハザール王国のカスピ海沿岸の町に洪水を引き起こしたと述べている。
カスピ海の湖面は、19世紀にはおおむね海抜−25～−26mで上下していたが、20世紀に入ると低下し始め1930年代には2m弱急激に低下した。その後も湖面の低下が続き、1977年には−29mにまで低下した。このため、1980年にはカスピ海の湖面低下を防ぐためカラ・ボガス・ゴル湾を結ぶ海峡が堰き止められ、塩害など別の災害を引き起こした。その後、1977年を境に水位は上昇に転じ、1995年には最高水位に達し、沿岸では洪水が起きるようになった。1996年からは再び減少に転じている。
過去2000年の間でも、海抜−22mから−34mの間で大きく変動したと考えられている。

## 歴史

### 古代・中世

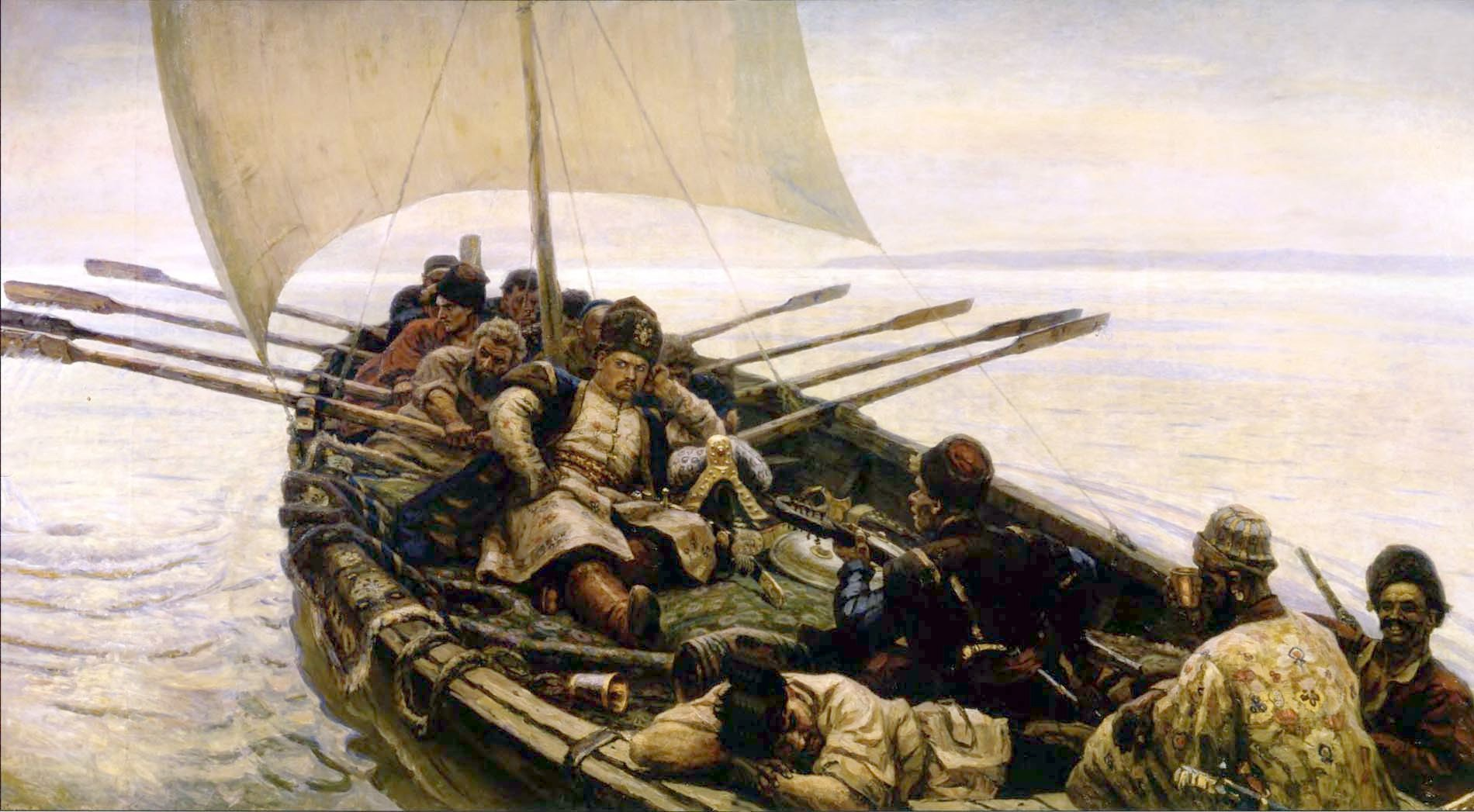
スチェパン・ラージン（ワシーリー・スリコフ）

カスピ海北部と南部が全て同一の政治権力の下に置かれたことは、その長い歴史を見てもほとんどない。わずかに13世紀のモンゴル帝国に見られる程度である。山岳が多いが降水量も多い南部沿岸は、古くからイラン系民族が居住し、紀元前6世紀頃のメディア王国以降、イラン系をはじめとする諸王朝の興亡が続いた。紀元前248年頃にはカスピ海東南岸のパルティア地方からパルティア王国が興り、3世紀初頭までイラン高原を支配した。一方、乾燥した草原が続くカスピ海北岸は、遊牧民族の移動と居住に大変適しており、数々の遊牧国家が北岸を支配した。
カスピ海は、北のバルト海からヴォルガ川流域と南のイランを結ぶ交易ルートとして、9世紀頃にはヴォルガ交易ルートの一部となっていた。この頃、カスピ海沿岸域には交易国家であるハザール王国が成立し、栄えた。その後、いくつかの勢力の交代があった後、13世紀には沿岸全域がモンゴル帝国の領土となった。やがてモンゴルの分裂により北岸をジョチ・ウルスが、南岸をフレグ・ウルスが支配した。14世紀にはティムール朝が東岸・南岸、さらに西岸のダゲスタン辺りまでを支配下に置いた。

### ロシアの進出
近代に入ると、北からロシアが徐々に進出を始める。1556年には北岸にあったアストラハン・ハン国をロシア・ツァーリ国のイヴァン4世が滅ぼし、北岸を支配下に治めた。これに対しオスマン帝国がアストラハン奪回のため兵を挙げ、露土戦争が起きたものの撤退し、ロシアのアストラハン支配は確定された。1668年にはスチェパン・ラージンがヴォルガ川からカスピ海沿岸を略奪し、サファヴィー朝ペルシア領だった南岸のラシュトまで到達して劫略を行った。しかし、ロシアが本格的にカスピ海へと進出を始めるのは18世紀初頭のピョートル大帝の時代である。ピョートルはカスピ海に遠征軍を派遣し、調査を行ってカスピ海の地図を刊行させるとともに、1722年にはアストラハンにカスピ小艦隊を設置して制海権の確保に乗り出した。同年、ピョートルはサファヴィー朝に宣戦を布告し、ロシア・ペルシャ戦争が勃発する。当時サファヴィー朝は、まさにこの年に首都エスファハーンをギルザイ部族の軍事政権に占領され、事実上滅亡状態にあったこともあってロシアは優勢に戦争を進め、1723年にはサンクトペテルブルク条約が結ばれた。ロシアはデルベント、バクー、シルヴァン州、ギーラーン州、マーザンダラーン州とアスタラーバードを獲得し、ロシアは東岸の荒れ地を除くカスピ海沿岸のほぼ全域を手に入れた。ロシアがカスピ海南岸を手に入れたのは、この時が唯一である。しかしサファヴィー朝はタフマースブ2世を擁立したナーディル・シャーによって復興し、勢力を回復させつつあった。1732年、露土戦争が迫る中、ロシアはペルシャと同盟を結ぶためラシュト条約を締結し、サンクトペテルブルク条約で取得した全ての領土をペルシャに返還することに合意し、カスピ海南岸・西岸は再びペルシャ領に戻った。
その後、1736年にサファヴィー朝を簒奪してアフシャール朝を開いたナーディル・シャーの下、ペルシャは再びカスピ海南岸・西岸の支配を確立する。この支配はアフシャール朝衰退後のザンド朝、さらに1796年にそれを打倒したガージャール朝にも受け継がれる。しかし、この頃には国力を著しく増大させたロシアが、再びグルジア（ジョージア）の支配を巡ってペルシャと激しく対立するようになっていた。

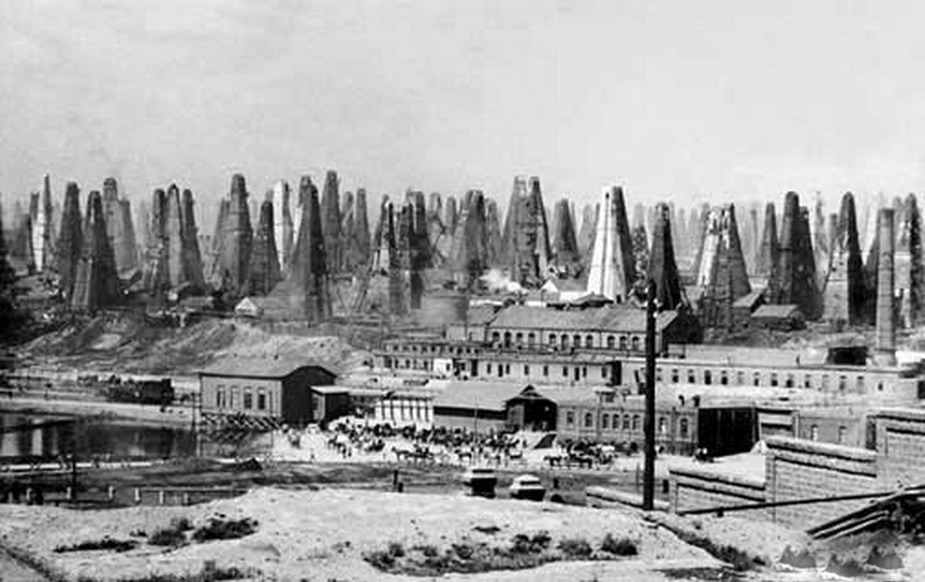
1800年代のバクー油田

1804年から1813年の第一次ロシア・ペルシア戦争に勝利したロシアは、1813年のゴレスターン条約によってカスピ海西岸のダゲスタンやアゼルバイジャンを獲得し、1826年から1828年の第二次ロシア・ペルシア戦争によるトルコマンチャーイ条約によって、カスピ海におけるロシア軍艦の独占通行権を認めさせ、これによりカスピ海上はロシアの制海権の下におかれた。西岸のロシア支配はこれで確立したが、東岸はいまだトルクメン諸部族の支配下に置かれていた。しかし、不凍港を求めるロシアの伝統的な南下政策は19世紀中盤にはこの地域にも及び、グレート・ゲームと呼ばれる中央アジアを巡るイギリス・ロシアの角逐の中で、徐々にこの地域への圧力を強化していく。ロシアがこの地域の本格的な併合に乗り出すのは、1869年にはカスピ海東岸にクラスノヴォツク（現在のトルクメンバシ）要塞を建設したときからである。ここを橋頭堡としてトルクメニスタン地方へと進出し、1873年には南岸を除いたほぼ全域がロシア領となった。ロシアはカスピ沿岸にザカスピ州を置き、1879年にはクラスノヴォツクから内陸へと走るカスピ海横断鉄道が建設され、1905年にはバクーからクラスノヴォツクを結ぶ鉄道連絡船も開業した。経済的には、1870年代にはバクーの石油産業が大発展を遂げた。

### 現代
1917年にロシア革命が勃発すると、カスピ海沿岸域も白軍と赤軍の戦闘が起きた。最終的に赤軍が勝利し、ザカフカース社会主義連邦ソビエト共和国、トルキスタン自治ソビエト社会主義共和国が成立する。やがてこれらの国々はトルクメン・ソビエト社会主義共和国、カザフ・ソビエト社会主義共和国、アゼルバイジャン・ソビエト社会主義共和国、ロシア・ソビエト連邦社会主義共和国の4共和国となった。第二次世界大戦中の1942年6月、ナチス・ドイツはバクーの石油資源獲得を狙いブラウ作戦を発動したものの、スターリングラード攻防戦などによってドイツ軍は足止めされ、結局カスピ海沿岸にドイツ軍が到達することはなかった。
1991年のソビエト連邦の崩壊により、これらの社会主義共和国は独立し、イランと合わせ沿岸諸国は2から5に増加した。

## 国際紛争

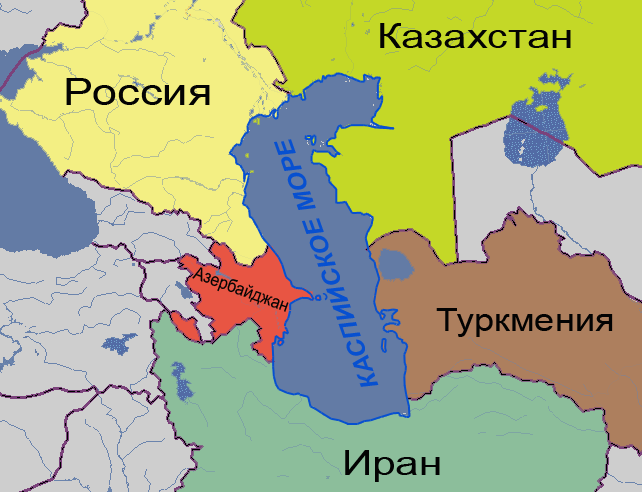
カスピ海を巡る5か国：ロシア（黄色）から反時計回りにアゼルバイジャン、イラン、トルクメニスタン、カザフスタン

ソ連崩壊まで、カスピ海の領有協定は、1921年にソ連・イラン間で結ばれた友好協定と、1940年に同じく両国間で結ばれた通商・海洋航行協定によっていた。この2つの協定では、沿岸から12海里の領海と、それ以外の水域の平等な利用を定めていたのみであった。
ソ連崩壊により沿岸諸国が2か国から5か国になると同時に、カスピ海沿岸国家間でこの領海問題がクローズアップされ、10年に及ぶ領海確定協議が続くこととなった。カスピ海を海ととらえるか湖ととらえるかで、主に3点が問題となる。つまり鉱物資源（石油・天然ガス）、漁業そして国際水域としてのアクセス。とくに黒海やバルト海へ抜けるヴォルガ川とのリンクは（カスピ海以外の外洋については）内陸国であるアゼルバイジャン、トルクメニスタン、カザフスタンにとって重要である。カスピ海が海であれば外国船の通過を許す国際条約が有効となり、湖であればその義務がなくなる。これには環境問題も関係する。また、鉱物資源の使用範囲も海か湖かによって左右され、海とした場合では領海や排他的経済水域が設定され、沿岸国の使用が決定・保証される。しかし、鉱物資源は中部から北部にかけて多く、南部には少ないので資源面ではイランは反対している。湖では国際海洋法が適用されず、主に話し合いなどで決められ、自分の資源が減る可能性も高いのでロシアなどは反対している。しかし、上のような議論は存在するが、実のところこの議論において海か湖かはさほど重要な問題ではない。アメリカ合衆国とカナダの間に広がる五大湖のように、湖を領域線で分割することは決して珍しいことではないからである。本質的には、湖か海かではなく、沿岸諸国が領海問題をどのように判断し納得するかにかかってくるのである。
そしてソ連崩壊後の領海画定協議は、カスピ海に明確な領海を設定せず、資源に関しては沿岸各国の共同開発を求めたロシアやイランと、カスピ海を沿岸から等距離の線で完全に領海に分割し、領海内の資源は自国のみで開発するというアゼルバイジャン、トルクメニスタン、カザフスタンの両派の対立という形を取った。この対立は、カスピ海を領海に分割した際の自国領海内の資源量によってどちらの派につくかが決まっていた。想定領海内に豊富な資源を持つアゼルバイジャン、トルクメニスタン、カザフスタンは領海分割を、資源のほとんどないロシアとイランは共同開発をそれぞれ求めたのである。しかし、1993年に始まったこの対立は、主にアゼルバイジャン沖の、アゼルバイジャン政府による油田開発にロシア・イラン系の企業が多数参加したことで前提が崩れた。その後の各国政府各自による油田開発という既成事実が積み重なっていく中で、ロシアが譲歩を余儀なくされていくこととなった。1996年には沿岸から45マイルまでは各国の領海を認め、その沖の深海域に関しては共同開発を行うという妥協案をロシアが提示。あくまで完全分割を主張するアゼルバイジャンの反対によってこの提案は実現しなかったものの、ロシアはこの後現状を追認する方向へと舵を切り、1998年にはカザフスタンとの間でカスピ海の領海分割に合意。さらにこの後、アゼルバイジャン・カザフスタン、ロシア・アゼルバイジャン間で領海分割条約が相次ぎ締結され、2003年にはカスピ海北部の領海は完全に確定した。この地域で最大の勢力を持つロシアが領海を完全に確定したことで、カスピ海領海紛争は事実上完全分割の形で決着した。
2018年8月12日に関係5か国の代表がカザフスタンに集まり締結されたカスピ海の法的地位に関する協定では、カスピ海を「海」と認定して領海協定で扱うことで合意し、沿岸から15海里を領海とし、その外側10海里を含めた25海里に排他的漁業権を設定。海底資源の開発は当事国の同意によるとしたほか、沿岸5カ国以外の軍隊がカスピ海に入ることを認めないと定めた。しかしこれまで歴史的には「湖」として扱ってきて、イランがソ連と資源を折半してきたのに大幅に譲歩した訳で、イラン国内では相当な不満が残り今後も注目していく必要がある。
なお、カスピ海では旧ソ連時代のカスピ小艦隊を艦艇ごと引き継いだロシアの軍事プレゼンスが最も高い。
領海の協議と並行して、環境問題等についても協力体制の構築が見られる。2003年11月4日、トルクメニスタンを除く沿岸4カ国は「カスピ海環境保護枠組み条約」をテヘランで調印。後にトルクメニスタンも加盟し、2006年8月12日に発効した。